# Juliusz Stefan Zulauf
Juliusz Stefan Zulauf, poljski general, * 1891, † 1943.